# Podzemna geotermalna cona Neaplja
Pod italijanskim mestom Neapelj in okolico teče podzemna geotermalna cona in več predorov, izkopanih skozi stoletja. To geotermalno območje je na splošno prisotno od Vezuva pod širokim območjem, vključno s Pompeji, Herkulanejem in od vulkanskega območja Flegrejska polja (italijansko Campi Flegrei pod Neapljem ter do Pozzuolija in obalnega območja Baia. Rudarjenje in različni infrastrukturni projekti so v več tisočletjih v coni oblikovali obsežne jame in podzemne strukture.

## Geologija
Skozi tisočletja je izjemen geotermalni pritisk pomagal oblikovati močan, vzdržljiv tufast vulkanski peščenjak, imenovan tuf, kamnino, sestavljeno iz stisnjenega vulkanskega pepela, izvrženega med vulkanskim izbruhom. Celotno območje Neaplja je geotermalno območje z globokimi žilami tufnega peščenjaka, ki ga splošno imenujejo rumeni tuf. Poteka v globokih žilah pod Neapljem in okolico v plasteh, ki so na različnih globinah.

## Rudarstvo in podzemni objekti
Tuf je močan in enostaven za obdelavo, zaradi česar je idealen gradbeni material. Kopali so ga skozi jaške za dostop in odstranjevanje, imenovane occhio di monte ('oko gore'). Skozi ta jašek so izkopali in potegnili navzgor velikanske bloke tufa. Nastala praznina je bila votlina v obliki steklenice z nagnjenimi rameni, ki je zagotavljala izdatno ojačitev za preprečevanje prihodnjih vdorov. Ko so tuf izkopali, so ga uporabljali kot gradbeni material približno v anžuvinskem, aragonskem in burbonskem obdobju.
Nastale kaverne so kasneje uporabili za oblikovanje vodnih rezervoarjev, v katere so preusmerjali vodo iz glavnih akvaduktov, stari Grki pa so pred več kot 2500 leti pod mestom izkopali dolge in dovršene akvadukte. Ti so z uporabo globokih rezervoarjev in cistern zagotavljali svežo vodo vilam in palačam zgoraj. Izkopani so bili tudi vodnjaki, ki so skupnosti omogočili dostop do spodnjih rezervoarjev.
Skozi stoletja je bilo pod Neapljem in okolico ustvarjeno ogromno satovje votlin in prehodov. V drugi svetovni vojni so veliko jaškov kamnoloma povečali in dodali spiralna stopnišča, kar je odprlo kaverne za uporabo kot zaklonišča pred zračnimi napadi.
Nastale votline pod mestom lahko zdaj delijo v več glavnih kategorij:
- Akvadukti in kanalizacijski predori;
- Cisterne za deževnico, rezervoarji in odvodni kanali za akvadukte;
- Kaverne, ki so ostale od pridobivanja tufa;
- Ostanki Neronovega 'izgubljenega' gledališča;
- Grško-rimska najdišča, kot so ostanki starodavnega foruma, ki se je ohranil v plazu blata;
- Druge praznine zaradi odstranjevanja peska in drugih vrst materialov;
- Povezovanje predorov in prehodov med kavernami;
- Mesta čaščenja, vključno s katakombami in predkrščanski hipogej (kultne grobnice);
- Glavni starodavni in sodobni cestni predori ter železniški in podzemni predori.

## Znane lokacije
Danes je znanih več rovov, nekateri so med seboj povezani, med glavnimi so:
- Predori zgodovinskega središča (dostop na Piazza San Gaetano)
- Galerija Bourbon (dostop prek Domenica Morellija) je podzemna votlina v Neaplju, ki se razteza pod hribom Pizzofalcone, blizu Palazzo Reale, v okrožju San Ferdinando. Zgrajen za vojaške namene za povezavo kraljeve palače z vojaškimi barakami v Neaplju. Monarhija se je v dobi kralja Ferdinanda II. Burbonskega bala revolucije prebivalstva Neaplja. Errico Alvino je dobil naročilo za gradnjo vojaškega prehoda za vojake, ki bi povezoval neapeljsko kraljevo palačo z ulico Via Morelli, vrtal pod hribom Pizzofalcone in dosegel quartiere San Ferdinando, povezoval pa se je tudi z drugimi predori in akvadukti, vključno s starim akvaduktom Carmignano (1627–1629). Predor vsebuje desetletja ruševin, vključno s starodobnimi avtomobili in zavrženim fašističnim spomenikom, ki je bil narejen za Aurelia Padovanija.[1][2]
- Renesančni akvadukt in zaklonišče pred zračnimi napadi Palazzo Serra di Cassano (dostop Via Monte di Dio, 14, povezan z Gallerio Borbonica)
- Grško-rimski akvadukt (povezan z dostopom s Piazza San Gaetano) zgrajen v 4. stoletju pred našim štetjem. Te votline, ki so se torej rodile kot rudarski kamnolomi, so nato sami Grki izkoriščali kot akvadukt, ki so cisterne povezali skozi mrežo tunelov, ki so zbirali vodo iz izvira na pobočju gore Somma v mestu Volla, iz česar se je rodilo ime "akvadukt Bolla".[3]
- Kripta Neapolitana (dostop s trga Piazza Piedigrotta); ali jama Posillipo ali Vergilijeva jama) je predor, dolg približno 711 metrov, izkopan v tuf hriba Posillipo, med Mergellino (vzpon na jamo) in Fuorigrotto (via della Grotta Vecchia) v Neaplju. Glavni vhod v jamo je na strani Mergellina, ki je znotraj parka Vergiliano v Piedigrotti v Neaplju, kjer sta med drugim ohranjena tudi grobnica Giacoma Leopardija in domnevna Vergilijeva.
- Helenistični hipogeji Neaplja (območja Sanità-Virgi-Foria)
- Neapeljske katakombe (različni dostopi); podzemna pokopališča, izkopana v tuf ali drug teren, ki jih je neapeljska krščanska skupnost zlahka odstranila v klasični dobi. Po arheološkem in umetniškem pomenu so tretje v Italiji za rimskimi in sirakuškimi, ki se zdita obsežnejši in številčnejši.
- Zaklonišče pred zračnim napadom Sant'Anna di Palazzo (dostop iz vico Sant'Anna di Palazzo). Je del zelo gostega niza predorov in votlin, ki jih najdemo pod celotnim zgodovinskim središčem Neaplja.
- Jama Cocceio (predor, imenovana tudi jama miru je podzemni rov, izkopan pod goro Grillo, ki povezuje Cumo z zahodno obalo jezera Averno.

Obstajajo različne poti za dostop do mreže podzemnih okolij in nekdanjih protiletalskih zaklonišč. Eden od teh zatočišč je viden, v katerem se izmenjujejo cisterne in kamnolomi, predori in vodnjaki, ostanki grško-rimskega obdobja in katakombe, prehodov, ki povezujejo različne točke mesta tudi kilometre stran, pa je nešteto na trgu Piazza San Gaetano, kjer si lahko ogleda grško-rimski akvadukt in zatočišče na ulici via Sant'Anna di Palazzo v Chiaii. Jamarji nadaljujejo s proučevanjem in pregledovanjem votlin in rovov, ki pri pogreznih in/ali zrušitvah ponovno nastanejo, in jih vključujejo v tako imenovani popis mestnih votlin.
Pod mestom Neapelj je do danes znanih 900.000 m2 podzemnih votlin, od katerih sta le dve naravnega izvora.
Danes so na voljo ogledi dovršenega podzemlja pod Neapljem in obstaja celo muzej podzemlja, ki je pod trgom Piazza Cavour v ogromni votlini kamnoloma s povezovalnimi predori in prehodi akvaduktov. Vsebuje izdelane replike grškega hipogeja in številne starodavne artefakte, odkrite v več kot pol stoletja trajajočem raziskovanju.
- Podzemni vodni kanal
- Podzemna vrtina
- Neapeljsko podzemlje
- Neapeljski podzemni prehod
- Katakombe sv. Januarija (zgornja veža)
- Kripta Neapolitana
- Grško-rimski akvadukt